# БТ-6
БТ-6 — советский опытный колёсно-гусеничный танк. По классификации относился к лёгким танкам.

## История
Спроектирован в середине 1932 года конструкторским бюро под руководством А.О. Фирсова, работавшего в то время в Харькове. Основой для танка стал БТ-5, у которого была клёпано-сварная конструкция корпуса и листов брони. Для танка были к консолям крыльев жёсткости приварены буксирные крюки, а для защиты механика-водителя от пуль, осколков и брызг свинца был спроектирован новый щиток с запорным замком. Чтобы сэкономить на производстве, сварку заменили клёпкой (при соединении мелких деталей).

## Конструкция
Вооружение и башню полностью заимствовали от БТ-5. Ходовая часть была немного изменена.

## Итог
Сборка началась осенью 1932 года, однако спустя несколько недель было получено распоряжение закрыть проект и сосредоточиться на улучшении серийных БТ-5.